# Steffan Cravos
Steffan Cravos (* 1977), rovněž známý jako Lambchop a Sleifar, je velšský rapper a aktivista.

## Život
Narodil se v Cardiffu. V letech 1991 až 1992 vystupoval se skupinou Gorky's Zygotic Mynci, ve které hrál na housle a přispíval různými zvukovými efekty. Hrál v několika písních z debutového alba kapely, které neslo název Patio a vyšlo roku 1992. Později založil kapelu Tystion, ve které rapoval ve velštině. Ta své první dlouhohrající album nazvané Rhaid I Rhywbeth Ddigwydd vydala v roce 1997. Svou činnost ukončila v roce 2002. V roce 1996 založil vlastní hudební vydavatelství Fitamin Un. V roce 2000 vystupoval v hudebním filmu Beautiful Mistake. Spolu se svou skupinu Tystion a velšským hudebníkem Johnem Calem hrajícím na violu zde představil píseň „Gwyddbwyll“. Roku 2004 vydal album Miwsig I'ch Traed A Miwsig I'ch Meddwl, na kterém s ním spolupracoval producent Lo-Cut. V roce 2005 byl posledním, který nahrál hudbu pro rozhlasový pořad Johna Peela. V roce 2005 měl vystupovat na festivalu National Eisteddfod. Krátce předtím byl zatčen, avšak policie jej na několik hodin propustila, aby se mohl festivalu účastnit. Rovněž působil na postu předsedy Velšské jazykové společnosti.